# Reid (Maryland)
Reid es un lugar designado por el censo ubicado en el condado de Washington en el estado estadounidense de Maryland. En el Censo de 2010 tenía una población de 54 habitantes y una densidad poblacional de 166,8 personas por km².

## Geografía
Reid se encuentra ubicado en las coordenadas 39°42′45″N 77°40′46″O / 39.71250, -77.67944. Según la Oficina del Censo de los Estados Unidos, Reid tiene una superficie total de 0.32 km², de la cual 0.32 km² corresponden a tierra firme y (0%) 0 km² es agua.

## Demografía
Según el censo de 2010, había 54 personas residiendo en Reid. La densidad de población era de 166,8 hab./km². De los 54 habitantes, Reid estaba compuesto por el 100% blancos, el 0% eran afroamericanos, el 0% eran amerindios, el 0% eran asiáticos, el 0% eran isleños del Pacífico, el 0% eran de otras razas y el 0% pertenecían a dos o más razas. Del total de la población el 0% eran hispanos o latinos de cualquier raza.